# O Banquete

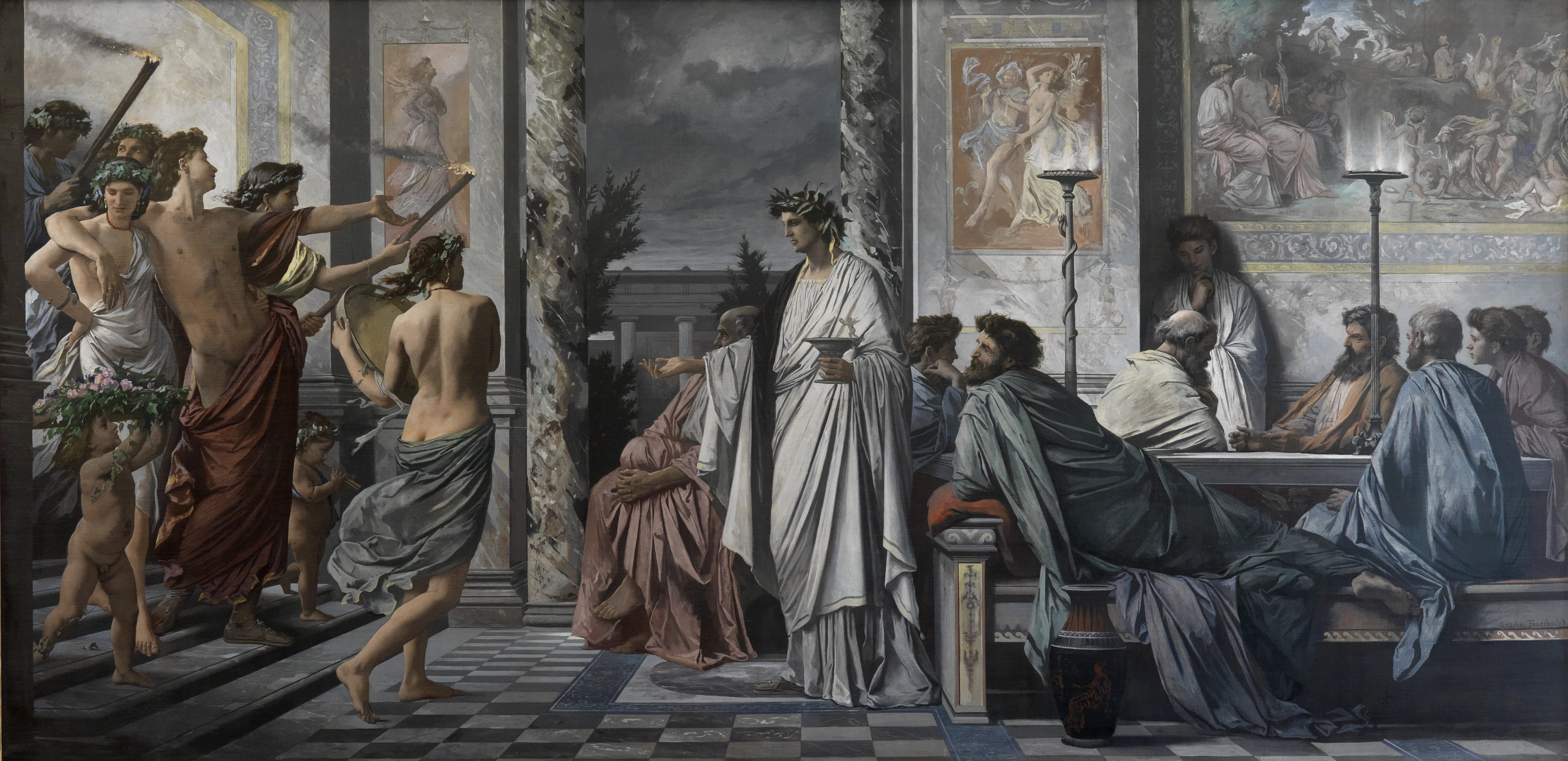
O Banquete de Platão, representado por Anselm Feuerbach (1873), Alte Nationalgalerie, Berlim

O Banquete, também conhecido como Simpósio (em grego antigo: Συμπόσιον, transl. Sympósion), é um diálogo platônico escrito por volta de 380 a.C. Constitui-se basicamente de uma série de discursos sobre a natureza e as qualidades do amor (eros). O Banquete é, juntamente com o Fedro, um dos dois diálogos de Platão em que o tema principal é o amor. A interpretação de Leo Strauss e de Stanley Rosen destaca o aspecto tragicômico deste diálogo, que é, na verdade, a resposta de Platão às acusações da Cidade contra a filosofia.

## Temática
Tò sumpósion, em grego, é em geral traduzido como O Banquete, mas, no sentido atual, equivaleria a uma festa mundana, em que quase sempre se bebe mais do que se come, a qual no mundo grego antigo era chamada de simpósio. Trata-se, pois, de um festim na casa de Agatão, poeta trágico ateniense. Sócrates é o mais importante dentre os homens presentes. Entre outros, também ali estão Aristodemo, amigo e discípulo de Sócrates; Fedro, o jovem retórico; Pausânias, amante de Agatão; o médico Erixamaque; Aristófanes, comediante que ridicularizava Sócrates, e o político Alcibíades. 

## Questões relativas à obra

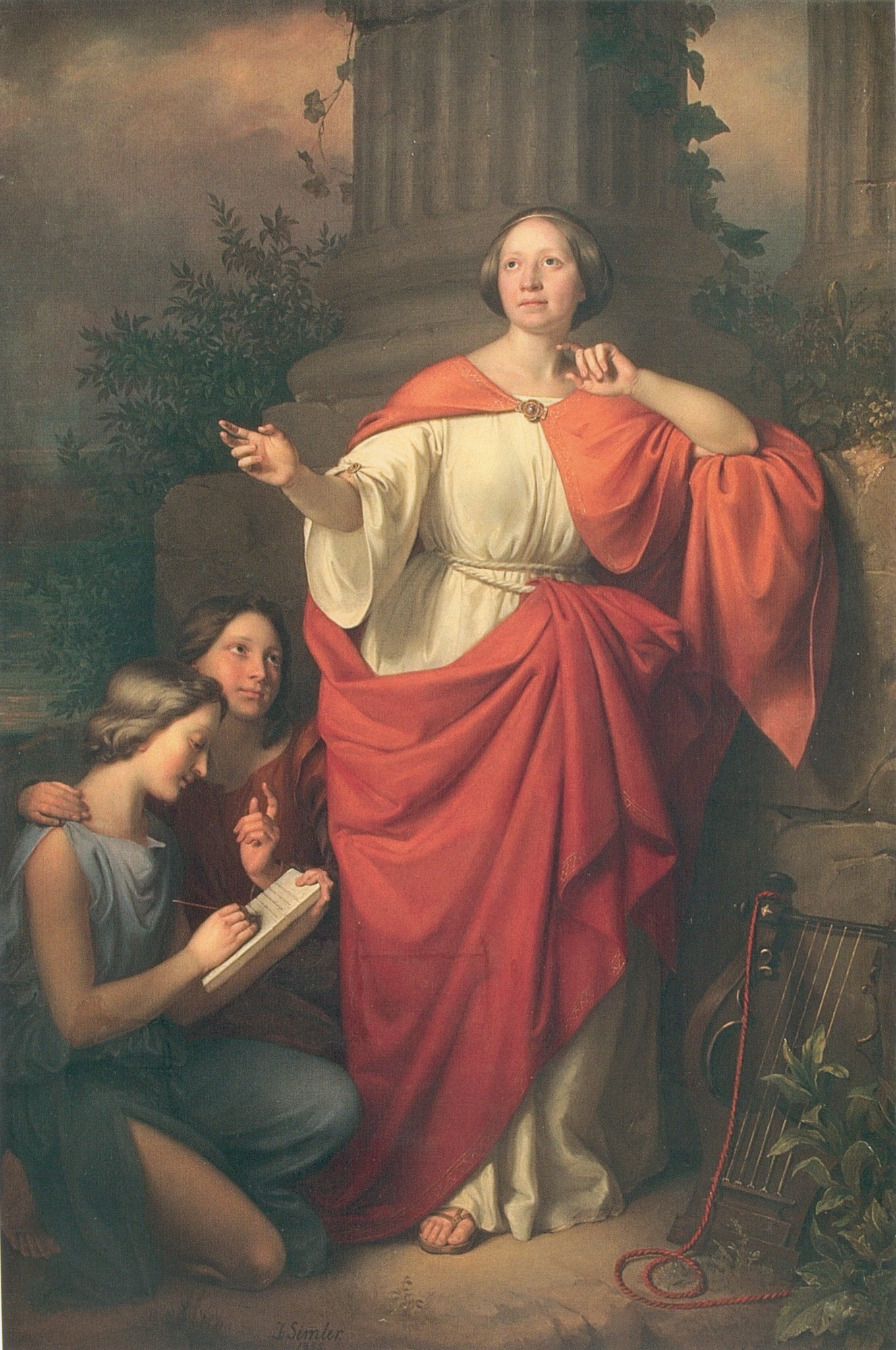
Obra de Józef Simmler, datada de 1855, representando a sacerdotiza Diotima de Mantineia. Óleo sobre canvas, 210x141 cm.

O exagero cometido na festa do dia anterior, sobretudo o excesso de bebida, fatigara os convidados de Agatão. Pausânias propõe, então, que, em lugar de beber, ficassem ali a conversar, a discutir ou que cada um fizesse algo "diferente". A proposta de Pausânias é aceita por todos. Erixímaco sugere que fossem feitos elogios a Eros: os convidados deveriam fazer discursos para louvar o amor. Sócrates intervém, ponderando que, antes de falar sobre o bem que o amor causa e seus frutos, deveriam tratar de definir o que é o amor. Diz que, na sua juventude, fora iniciado na filosofia do amor por Diotima de Mantineia, que era uma sacerdotisa. Diotima lhe ensinou a genealogia do amor.
O primeiro a discursar sobre o assunto é Fedro, seguido por Pausânias, que afirma que há mais de um Eros, dividido entre bem e mal, real e divino. Após, segue Erixímaco: segundo ele, o amor não exerce influência apenas nas almas, mas dá, ainda, harmonia ao corpo. 
O próximo a discursar é Aristófanes, que começa seu discurso advertindo que sua forma de discursar será diferente. Faz de imediato uma denúncia da insensibilidade dos homens para com o poder miraculoso de Eros, e sua consequente impiedade para com um deus tão amigo. Para conhecer esse poder, ele diz que é preciso antes conhecer a história da natureza humana e, dito isto, passa a narrar o mito da nossa unidade primitiva e posterior mutilação. Segundo Aristófanes, havia inicialmente três gêneros de seres humanos, que eram duplos de si mesmos: havia o gênero masculino masculino, o feminino feminino e o masculino feminino, o qual era chamado de andrógino. Nas palavras do poeta:
É então de há tanto tempo que o amor de um pelo outro está implantado nos homens, restaurador da nossa antiga natureza, em sua tentativa de fazer um só de dois e de curar a natureza humana. Cada um de nós portanto uma téssera complementar de um homem, porque cortado com os linguados, de um só em dois; e procura cada um o seu próprio complemento.
Assim, aqueles que foram um corte do andrógino, sejam homens ou mulheres, procuram o seu contrário. Isto explica o amor heterossexual. E aquelas que foram o corte da mulher, o mesmo ocorrendo com aqueles que são o corte do masculino, procurarão se unir ao seu igual. Aqui Aristófanes apresenta uma explicação para o amor homossexual feminino e masculino. Quando estas metades se encontram, sentem as mais extraordinárias sensações, intimidade e amor, a ponto de não quererem mais se separar, e sentem-se a vontade de se "fundirem" novamente num só. Esse é o nosso desejo ao encontramos a nossa cara metade. 
O amor para Aristófanes é, portanto, o desejo e a procura da metade perdida por causa da nossa injustiça contra os deuses. O último a elogiar o amor foi Agatão, o anfitrião do banquete. Ao contrário dos que o precederam, Agatão não se propõe enaltecer os benefícios que Eros faz ao homem, mas sim cantar o próprio deus e a sua essência, passando em seguida a descrever-lhe o dote. Após toda essa longa lista de virtudes atribuídas a Eros, nota-se o quanto o poeta se distancia de sua proposta inicial e de seu preceito metodológico.
Finalmente chega a hora de Sócrates discursar, e ele fala que, sendo o Amor, amor de algo, esse algo é por ele certamente desejado. Mas este objeto do amor só pode ser desejado quando lhe falta e não quando o possui, pois ninguém deseja aquilo de que não precisa mais.
O que deseja, deseja aquilo de que é carente, sem o que não deseja, se não for carente.
Aqui, na fala de Sócrates, Platão coloca seu apontamento crucial sobre o conceito de amor, de que o que se ama é somente aquilo que não se tem. E se alguém ama a si mesmo, ama o que não é. O objeto do amor sempre está ausente, mas sempre é solicitado. A verdade é algo que está sempre mais além: sempre que pensamos tê-la atingido, ela se nos escapa entre os dedos. Essa inquietação na origem de uma procura, visando uma paixão ou um saber, faz do amor um filósofo. Sendo o Amor, amor daquilo que falta, forçosamente não é belo nem bom, visto que necessariamente o Amor é amor do belo e do bom. Não temos como desejar aquilo que temos. No mesmo diálogo, Platão ainda fala sobre a origem de Eros (através do mito narrado por Diotima de Mantineia a Sócrates). Eros teria a natureza da falta justamente por ser filho de Recurso e Pobreza. 

## O Eros
Platão deixa entrever em O Banquete, que Eros deve ser pensado em termos relacionais: ele é amor de alguma coisa e estabelece relação entre quem ama e aquele que é amado, assim como a opinião certa medeia a sabedoria e ignorância. Mas em sua forma absoluta e maior, Platão propõe na scala amoris da alegoria de Diotima que o Amor verdadeiramente visa sempre ao Bem e ao Belo em si, e todas as suas manifestações particulares conforme a Teoria das Ideias, e que os amantes sempre ascendem de grau em grau a essa contemplação do amor divino.
No texto, Platão retira de Eros (Amor) a condição de deus, e transforma-o em um selo, um intermediário entre os deuses e os mortais (o amor como ligação). Segundo relatos do texto de Platão e de alguns de seus companheiros, o amor é um dos maiores bens do homem (junto com o inteligência e a sabedoria); não é nem bom nem mal em si mesmo, como prática. No diálogo, existe também uma explicação e a naturalização do amor bissexual e do amor homossexual. Platão relaciona o amor com a verdade, pois quando se ama não é somente exercer o poder sobre alguém ou demonstrar força, mas trata-se de saber ser correspondido, ou seja, trata-se da verdade.
Para alguns intérpretes, o conceito de amor em Platão em O Banquete é irracional e explicado pela natureza.[carece de fontes?]